# Acacia celastroides
Acacia celastroides é uma espécie de leguminosa do gênero Acacia, pertencente à família Fabaceae.